# SN 2007is
SN 2007is – supernowa typu Ia odkryta 14 września 2007 roku w galaktyce UGC 10553. W momencie odkrycia miała maksymalną jasność 16,60m.